# Elegância
Elegância é a qualidade da pessoa que é elegante, que possui uma harmonia caracterizada pela leveza e facilidade na forma e movimento. É considerada como o atributo de aliar simplicidade e clareza com distinção, graça e delicadeza.
É a beleza que mostra tanto eficácia como simplicidade incomuns. É frequentemente usada como padrão de bom gosto.
Atualmente a palavra pode se referir tanto a uma qualidade atribuída ao comportamento de alguém ou ao design de algo (como na moda ou no desenho industrial), como pode ser aplicada a conceitos na área de diversas ciências (como na filosofia, na computação e na matemática).

## Em matemática
Na matemática diz-se que a solução de um problema é elegante quando reúne simplicidade, eficácia e perspicácia. Uma solução elegante em matemática envolve uma quantidade mínima de suposições e cálculos, o estritamente necessário para a resolução do problema, ao mesmo tempo em que delineia uma abordagem que é altamente generalizável.

## Em engenharia
Uma solução elegante em engenharia é aquela que usa um método não óbvio para produzir uma solução altamente eficaz e simples. Uma solução elegante pode resolver vários problemas ao mesmo tempo, especialmente problemas que não são considerados inter-relacionados. Uma solução simples, de baixa complexidade, que resolva um problema de alta complexidade, é vista como elegante.

## Em moda
Uns dos exemplos clássicos sobre elegância se insere na moda. Elegância na moda basicamente é o "bem vestir" da pessoa. Este "bem vestir" deve combinar com a pessoa, ou seja, leveza na pessoa, valorização do corpo e do seu gosto.

Além disso, vale ressaltar que elegância na moda também se caracteriza por expressar a pessoa, ou seja, mostrar quem ela é em meio de roupas, acessórios, etc.